# Festival Eurovisão da Canção Júnior 2004
O Festival Eurovisão da Canção Júnior 2004 foi a segunda edição do Festival Eurovisão da Canção anual para jovens cantores de 8 a 15 anos. Realizou-se no dia 20 de novembro de 2004, em Håkons Hall, Lillehammer, Noruega e durou 2 horas e 15 minutos. Foi apresentado por Stian Barsnes Simonsen e Nadia Hasnaoui,foi transmitido em 20 países e visto por 100 milhões de pessoas. 18 países participaram, sendo, a primeira vez da França e a Suíça. Originalmente, 20 países haviam se candidatado para participar, mas a Alemanha e Israel desistiram. Houve também rumores de que a Irlanda havia planejado entrar no festival. Israel e a Irlanda estariam mais tarde no concurso em 2012 e 2015, respectivamente.
O concurso foi vencido por María Isabel, de 9 anos, da Espanha, com sua canção Antes muerta que sencilla (Melhor morto que Plain). Dino Jelusić, vencedor do festival de 2003, entregou o prêmio a María.
A Grécia, que ficou em nono lugar recebeu mais doze pontos do que o Reino Unido, que ficou em segundo lugar. A França, que chegou em sexto lugar, foi votada por todos os outros países que participaram, o que é mais do que o número de países que votaram na Romênia, que ficou em quarto lugar e a Croácia, que ficou em terceiro lugar. Os mesmos três países ocuparam os três primeiros lugares no ano passado, apenas em uma ordem diferente. Esses três países foram a Espanha, o Reino Unido e a Croácia.
Esta foi a última competição em que a França e a Polónia participaram antes de sua retirada em 2005 . Eles perderiam o concurso por 12 e 14 anos até 2016 e 2018, respectivamente, quando anunciaram seu retorno.

## Origens e história
As origens do concurso datam em 2000, quando a Danmarks Radio realizou um concurso de canções para crianças dinamarquesas naquele ano e no ano seguinte. A ideia foi estendida a um festival de música escandinava em 2002, o MGP Nordic, com a Dinamarca, a Noruega e a Suécia como participantes. A EBU pegou a ideia de um concurso de músicas com crianças e abriu a competição para todas as emissoras membros da EBU, tornando-se um evento pan-europeu. O título provisório do programa era "Festival Eurovisão da Canção para Crianças", com o nome da já popular competição de canções da EBU, o Eurovision Song Contest . A Dinamarca foi convidada a sediar o primeiro programa após a experiência com seus próprios concursos e o MGP Nordic.

## Localização

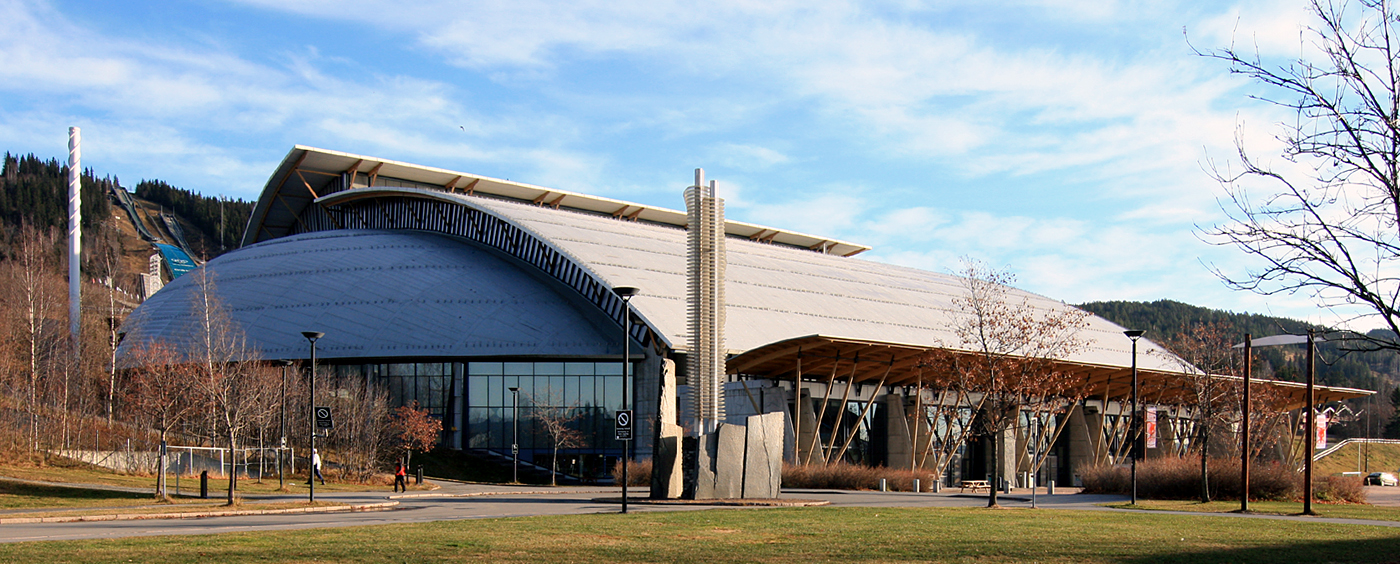
Håkons Hall, Lillehammer. Local do Junior Eurovision Song Contest.

A Noruega foi o terceiro país de escolha para este concurso, uma vez que a European Broadcasting Union (EBU) escolheu inicialmente a ITV do Reino Unido para sediar o evento em Manchester . No entanto, o ITV saiu em maio de 2004 devido a problemas financeiros e de agendamento. O local foi transferido para a Croácia, o país vencedor de 2003, mas a emissora croata HRT teria esquecido que o local do evento já estava reservado para o período em que o Junior Eurovision Song Contest seria realizado. NRK, portanto, se ofereceu para organizar o próximo concurso.
O Håkons Hall, às vezes chamado como Håkon Hall e Haakons Hall, é uma arena localizada em Stampesletta em Lillehammer, Noruega, construída para os Jogos Olímpicos de Inverno de 1994 . Com uma capacidade de espectadores de 11.500 pessoas, é o maior local de handebol e hóquei no gelo do país. O Håkons Hall é regularmente utilizado para torneios de handebol e hóquei no gelo, concertos, exposições, conferências e banquetes. O local é propriedade do município de Lillehammer, através da subsidiária Lillehammer Olympiapark, que detém todas as instalações olímpicas em Lillehammer. O Museu Olímpico da Noruega está localizado na arena, que fica ao lado do menor Kristins Hall . O salão foi aberto em 1 de Fevereiro de 1993, tendo custado 238 milhões de coroas norueguesas (NOK).

## Estrutura de votação
Todos os países usaram o televoto para decidir sobre seus dez melhores. Na moda normal do Eurovision, a música favorita de cada país recebeu 12 pontos, a segunda favorita 10, e a terceira a décima favorita recebeu 8-1 pontos.

## Resultados
| Draw | Country            | Artist                                | Song                                        | Language   | Place | Points |
| ---- | ------------------ | ------------------------------------- | ------------------------------------------- | ---------- | ----- | ------ |
| 01   | Grécia             | Secret Band                           | "O palios mou eaftos" (Ο παλιός μου εαυτός) | Greek      | 9     | 48     |
| 02   | Malta              | Young Talent Team                     | "Power of a Song"                           | English    | 12    | 14     |
| 03   | Países Baixos      | Klaartje &amp; Nicky                  | "Hij is een kei"                            | Dutch      | 11    | 27     |
| 04   | Suíça              | Demis Mirarchi                        | "Birichino"                                 | Italian    | 16    | 4      |
| 05   | Noruega            | @lek                                  | "En stjerne skal jeg bli"                   | Norwegian  | 13    | 12     |
| 06   | França             | Thomas Pontier                        | "Si on voulait bien"                        | French     | 6     | 78     |
| 07   | Macedónia do Norte | Martina Siljanovska                   | "Zabava" (Забава)                           | Macedonian | 7     | 64     |
| 08   | Polónia            | KWADro                                | "Łap życie"                                 | Polish     | 17    | 3      |
| 09   | Chipre             | Marios Tofi                           | "Onira" (Όνειρα)                            | Greek      | 8     | 61     |
| 10   | Bielorrússia       | Egor Volchek                          | "Spiavajcie so mnoj" (Спявайце со мной)     | Belarusian | 14    | 9      |
| 11   | Croácia            | Nika Turković                         | "Hej mali"                                  | Croatian   | 3     | 126    |
| 12   | Letónia            | Mārtiņš Tālbergs and C-Stones Juniors | "Balts vai melns"                           | Latvian    | 17    | 3      |
| 13   | Reino Unido        | Cory Spedding                         | "The Best Is Yet to Come"                   | English    | 2     | 140    |
| 14   | Dinamarca          | Cool Kids                             | "Pigen er min"                              | Danish     | 5     | 116    |
| 15   | Espanha            | María Isabel                          | "Antes muerta que sencilla"                 | Spanish    | 1     | 171    |
| 16   | Suécia             | Limelights                            | "Varför jag?"                               | Swedish    | 15    | 8      |
| 17   | Bélgica            | Free Spirits                          | "Accroche-toi"                              | French     | 10    | 37     |
| 18   | Roménia            | Noni Răzvan Ene                       | "Îţi mulţumesc"                             | Romanian   | 4     | 123    |

## Atos de intervalo
Durante o intervalo, a boy band Westlife cantou " Não é um chute na cabeça? " Ao vivo no palco.

## Folha de pontuação
|             |               | Results |             |              |        |        |           |        |        |         |         |        |                |         |       |        |         |         |    |    |
| Total Score | Greece        | Malta   | Netherlands | Switzerlands | Norway | France | Macedonia | Poland | Cyprus | Belarus | Croatia | Latvia | United Kingdom | Denmark | Spain | Sweden | Belgium | Romania |    |    |
| Contestants | Grécia        | 48      |             | 12           | 1      | 2      | 1         | 3      |        |         | 12      |        | 3              |         | 5     |        | 1       |         | 2  | 6  |
| Contestants | Malta         | 14      |             |              | 2      |        |           |        | 3      |         |         |        |                |         | 4     | 4      |         |         |    | 1  |
| Contestants | Países Baixos | 27      |             | 3            |        |        | 3         | 1      | 1      |         |         | 3      | 1              | 5       |       |        | 2       | 1       | 7  |    |
| Contestants | Suíça         | 4       |             | 4            |        |        |           |        |        |         |         |        |                |         |       |        |         |         |    |    |
| Contestants | Noruega       | 12      |             |              |        |        |           |        |        |         |         |        |                |         |       | 7      |         | 5       |    |    |
| Contestants | França        | 78      | 6           | 1            | 5      | 6      | 2         |        | 2      | 4       | 4       | 6      | 4              | 7       | 2     | 6      | 8       | 4       | 8  | 3  |
| Contestants | Macedónia     | 64      |             | 6            | 6      | 5      | 5         | 4      |        | 5       | 3       |        | 8              | 3       | 3     | 5      | 3       | 3       | 3  | 2  |
| Contestants | Polónia       | 3       |             |              |        |        |           | 2      |        |         |         | 1      |                |         |       |        |         |         |    |    |
| Contestants | Chipre        | 61      | 12          | 8            | 3      | 1      |           |        | 6      |         |         | 4      | 5              | 2       | 8     | 1      | 5       |         | 1  | 5  |
| Contestants | Bielorrússia  | 9       | 1           |              |        |        |           |        |        | 3       |         |        |                | 1       |       |        |         |         |    | 4  |
| Contestants | Croácia       | 126     | 4           |              | 8      | 8      | 10        | 8      | 12     | 7       | 6       | 8      |                | 8       | 12    | 8      | 6       | 8       | 6  | 7  |
| Contestants | Letónia       | 3       | 2           |              |        |        |           |        |        | 1       |         |        |                |         |       |        |         |         |    |    |
| Contestants | Reino Unido   | 140     | 5           | 10           | 12     | 7      | 6         | 6      | 5      | 10      | 5       | 10     | 7              | 10      |       | 10     | 10      | 7       | 10 | 10 |
| Contestants | Dinamarca     | 116     | 7           | 5            | 7      | 3      | 12        | 5      | 8      | 8       | 7       | 5      | 6              | 4       | 10    |        | 7       | 10      | 4  | 8  |
| Contestants | Espanha       | 171     | 10          | 7            | 10     | 12     | 8         | 12     | 10     | 12      | 10      | 7      | 12             | 6       | 7     | 12     |         | 12      | 12 | 12 |
| Contestants | Suécia        | 8       |             |              |        |        | 4         |        |        |         | 1       |        |                |         |       | 3      |         |         |    |    |
| Contestants | Bélgica       | 37      | 3           |              | 4      | 4      |           | 7      | 4      | 2       | 2       | 2      | 2              |         | 1     |        | 4       | 2       |    |    |
| Contestants | Roménia       | 123     | 8           | 2            |        | 10     | 7         | 10     | 7      | 6       | 8       | 12     | 10             | 12      | 6     | 2      | 12      | 6       | 5  |    |

### 12 pontos
Abaixo está um resumo do máximo de 12 pontos que cada país atribuiu a outro: 
| N. | Concorrente | Nação de voto                                                        |
| -- | ----------- | -------------------------------------------------------------------- |
| 8  | Espanha     | Bélgica, Croácia, Dinamarca, França, Polónia, Romênia, Suécia, Suíça |
| 3  | Roménia     | Bielorrússia, Letônia, Espanha                                       |
| 2  | Croácia     | Macedônia, Reino Unido                                               |
| 2  | Grécia      | Chipre, Malta                                                        |
| 1  | Chipre      | Grécia                                                               |
| 1  | Dinamarca   | Noruega                                                              |
| 1  | Reino Unido | Países Baixos                                                        |

## Transmissões e votações internacionais

### Votação e porta-vozes
- Bélgica – Alexander Schönfelder
- Bielorrússia – Daria
- Chipre – Stella María
- Croácia – Buga
- Dinamarca – Anne Gadegaard
- França – Gabrielle
- Grécia – Kalli Georgelli
- Letónia – Sabine
- Macedónia do Norte – Filip
- Malta – Thea Saliba
- Países Baixos – Danny
- Noruega – Ida
- Polónia – Jadwiga
- Roménia – Emy
- Espanha – Lucho
- Suécia – Vännerna Queenie
- Suíça – TBC
- Reino Unido – Charlie Allan

### Comentadores
- Bielorrússia – Denis Kurian (BTRC)
- Bélgica – Ilse Van Hoecke and Marcel Vanthilt (VRT TV1), Jean-Louis Lahaye (RTBF La Deux)
- Croácia – TBC (HRT)
- Chipre – TBC (CyBC)
- Dinamarca – Nicolai Molbech (DR1)
- França – Elsa Fayer and Bruno Berberes (France 3)
- Grécia – TBC (ERT)
- Letónia – Kārlis Streips (LTV1)[12]
- Malta – TBC (PBS)
- Macedónia do Norte – Milanka Rašik (MTV 1)
- Países Baixos – Angela Groothuizen (Nederland 1)
- Noruega – Jonna Støme (NRK1)
- Polónia – Artur Orzech (TVP1)
- Roménia – Leonard Miron (TVR1)
- Espanha – Fernando Argenta (TVE1)
- Suécia – Pekka Heino (SVT1)
- Suíça – Roman Kilchsperger (SF2), Marie-Thérèse Porchet (TSR 2), Claudio Lazzarino and Daniele Rauseo (TSI 1)
- Reino Unido – Matt Brown (ITV2)[13]

## Álbum oficial
Junior Eurovision Song Contest: Lillehammer 2004, é uma coletânea compilada pela European Broadcasting Union, e foi lançada pela Universal Music Group em novembro de 2004. O álbum apresenta todas as músicas do concurso de 2004. 
| N.º            | Título                      | Artistas                                     | Duração |  |
| 1.             | "O palios mou eaftos"       | Secret Band (Greece)                         | 2:42    |  |
| 2.             | "Power of a Song"           | Young Talent Team (Malta)                    | 2:36    |  |
| 3.             | "Hij is een kei"            | Klaartje & Nicky (Netherlands)               | 2:45    |  |
| 4.             | "Birichino"                 | Demis Mirarchi (Switzerland)                 | 2:45    |  |
| 5.             | "En stjerne skal jeg bli"   | @lek (Norway)                                | 2:46    |  |
| 6.             | "Si on voulait bien"        | Thomas Pontier (France)                      | 2:33    |  |
| 7.             | "Zabava"                    | Martina Smiljanovska (Macedonia)             | 2:44    |  |
| 8.             | "Łap życie"                 | KWADro (Poland)                              | 2:42    |  |
| 9.             | "Oneira"                    | Marios Tofi (Cyprus)                         | 2:40    |  |
| 10.            | "Spiavajcie so mnoj"        | Egor Volchek (Belarus)                       | 2:39    |  |
| 11.            | "Hej mali"                  | Nika Turković (Croatia)                      | 2:42    |  |
| 12.            | "Balts vai melns"           | Mārtiņš Tālbergs & C-Stones Juniors (Latvia) | 2:45    |  |
| 13.            | "The Best Is Yet to Come"   | Cory Spedding (United Kingdom)               | 2:39    |  |
| 14.            | "Pigen er min"              | Cool Kids (Denmark)                          | 2:47    |  |
| 15.            | "Antes muerta que sencilla" | María Isabel (Spain)                         | 2:32    |  |
| 16.            | "Varför jag?"               | Limelights (Sweden)                          | 2:47    |  |
| 17.            | "Accroche-toi"              | Free Spirits (Belgium)                       | 2:45    |  |
| 18.            | "Îţi mulţumesc"             | Noni Răzvan Ene (Romania)                    | 2:42    |  |
| Duração total: | Duração total:              | Duração total:                               | 43:51   |  |